# Vers-sous-Sellières
Vers-sous-Sellières é uma comuna francesa na região administrativa de Borgonha-Franco-Condado, no departamento de Jura. Estende-se por uma área de 8,48 km². Em 2010 a comuna tinha 245 habitantes (densidade: 28,9 hab./km²).